# Afshan Azad
Afshan Noor Azad-Kazi (Longsight, Manchester, 12 de fevereiro de 1989) é uma atriz e modelo britânica, muçulmana de descendência bengali mais conhecida por interpretar Padma Patil na franquia de filmes Harry Potter, exceto em Harry Potter e a Pedra Filosofal (2001), Harry Potter e a Câmara Secreta (2002), Harry Potter e o Prisioneiro de Azkaban (2004), Harry Potter e as Relíquias da Morte Parte 1 (2010) e Harry Potter e as Relíquias da Morte Parte 2 (2011) (cuja aparição da personagem é inexistente).

## Biografia
Ganhou o papel quando os produtores do filme visitaram sua escola. Depois de ouvirem várias audições, em seguida foi escolhida para o papel. Atualmente vive em Manchester. Afshan e sua colega Shefali Chowdhury (Parvati Patil) se tornaram muito conhecidas após o seu primeiro trabalho em Harry Potter no filme Harry Potter e o Cálice de Fogo (2005). Afshan é muito amiga das atrizes Bonnie Wright e Katie Leung que interpretam respectivamente Gina Weasley e Cho Chang nos filmes. Atualmente estuda na faculdade de Xaverian.

## Vida pessoal
A jovem já era uma fã de Harry Potter antes de entrar para o elenco do filme. Ela admira os atores indianos Salman Khan e Aishwarya Rai, mas seu ator indiano favorito é Shah Rukh Khan.

### Escândalo
Em 29 de junho de 2010, o pai de Afshan e o irmão foram acusados de atacá-la e ameaçá-la de morte. O motivo era o seu relacionamento com um homem não muçulmano (era Hindu) uma relação "inaceitável e intolerável" segundo os dois homens. Chamada de prostituta, e após meses de abuso, ela acabou por fugir pela janela do seu quarto, refugiando-se junto de amigos. 
Eles foram libertados sob fiança. Afshan, aparentemente, decidiu ficar com seus amigos em Londres. Em 21 de janeiro de 2011 o irmão da atriz foi preso por 6 meses. Ele confessou-se culpado das ofensas verbais e agressões corporais. As ameaças de morte não foram provadas em tribunal.    

## Filmografia
| Ano  | Título                              | Personagem  |
| ---- | ----------------------------------- | ----------- |
| 2005 | Harry Potter e o Cálice de Fogo     | Padma Patil |
| 2007 | Harry Potter e a Ordem da Fênix     | Padma Patil |
| 2009 | Harry Potter e o Enigma do Príncipe | Padma Patil |